# 2-뷰타인
2-뷰타인(2-Butyne, 디메틸아세틸렌, dimethylacetylene, 크로토닐렌, crotonylene 또는 but-2-yne)은 화학식 CH3C≡CCH3을 갖는 알카인이다. 인공적으로 생산된 이 물질은 표준 온도 및 압력에서 무색, 휘발성, 자극성 액체이다.
2-부틴은 비틀림 장벽이 매우 낮고 고해상도 적외선 분광법을 사용하여 장벽을 결정하는 문제 때문에 물리화학자들의 관심을 끌고 있다. 스펙트럼을 분석하면 비틀림 장벽이 6 cm−1(1.2×10−22 J 또는 72 J mol−1)에 불과한 결정이 나온다. 그러나 평형 구조가 이클립스(eclipsed, D3h)인지 엇갈리게(staggered, D3d) 있는지 여부는 결정되지 않았다. 분자 합성 그룹(Molecular Symmetry Group) G36을 사용한 대칭 분석은 평형 구조를 결정하기 위해 고해상도 회전-진동 라만 스펙트럼을 분석해야 함을 보여준다.
2-부틴(디메틸에틴)은 5-데신(디부틸에틴), 4-옥틴(디프로필에틴) 및 3-헥신(디에틸에틴)과 함께 대칭 알카인 그룹을 형성한다.

## 같이 보기
- 1-뷰타인